# Zakład Karny w Braniewie
Zakład Karny w Braniewie (od 1.04.2018 Oddział Zewnętrzny w Braniewie) – jednostka typu zamkniętego przeznaczona dla młodocianych i mężczyzn odbywających karę pozbawienia wolności po raz pierwszy. Zakład może pomieścić 205 osadzonych. Zarządzeniem Ministra Sprawiedliwości Zakład Karny w Braniewie jako samodzielna jednostka został zlikwidowany z dniem 31 marca 2018 roku. Placówka została przekształcona w Oddział Zewnętrzny Aresztu Śledczego w Elblągu.
Obiekt ma zabudowę zwartą. Zbudowany został na planie litery T, zespolony jest łącznikiem z budynkiem administracyjnym.

## Historia
Obiekt wzniesiony w 1900 roku Był pierwotnie szpitalem Zakonu Sióstr Katarzynek w Braniewie. W latach międzywojennych mieściło się tu już więzienie sądowe (Gerichtsgefängnis). Po II wojnie światowej pozostawał w dyspozycji Urzędu Bezpieczeństwa Publicznego. 1 maja 1949 utworzono w nim areszt I klasy. W okresie powojennym izolowano w braniewskim więzieniu więźniów politycznych. Po wprowadzeniu stanu wojennego przetrzymywano tu ok. 50 działaczy zdelegalizowanej Solidarności. Do roku 2010 obiekt był przeznaczony dla 144 osadzonych. Po remoncie i adaptacji nieużywanych pomieszczeń zwiększono pojemność zakładu do 205 osadzonych.
W latach 2014–2015 rozbudowywany. Na podwalinie istniejącej uprzednio infrastruktury magazynowej stworzono nowoczesny, trójkondygnacyjny kompleks administracyjno-ochronny. W dolnych partiach obiektu rozmieszczono nowoczesne stanowisko dowodzenia, obszerną salę widzeń wraz z kantyną oraz pomieszczenia garażowe. Powstała również profesjonalna sala rekreacji sportowej (dla funkcjonariuszy i pracowników, nie dla osadzonych). Z uwagi na usytuowanie budynku wielofunkcyjnego zmianie uległo również rozmieszczenie bramy wjazdowej na teren jednostki. Została wydzielona część ochronna, czyli: specjalna brama oraz śluza. Uroczyste otwarcie nowo wybudowanego obiektu miało miejsce 13.02.2015 r.
W dniu 15 września 2016 miało miejsce uroczyste odsłonięcie tablicy pamiątkowej na budynku Zakładu Karnego w Braniewie. Tablica upamiętnia działaczy podziemia niepodległościowego więzionych tu w latach 1947–1989, wśród nich m.in. ks. Sylwestra Zycha osadzonego tu w latach 1985–1986, a zamordowanego 11 lipca 1989.

## Galeria

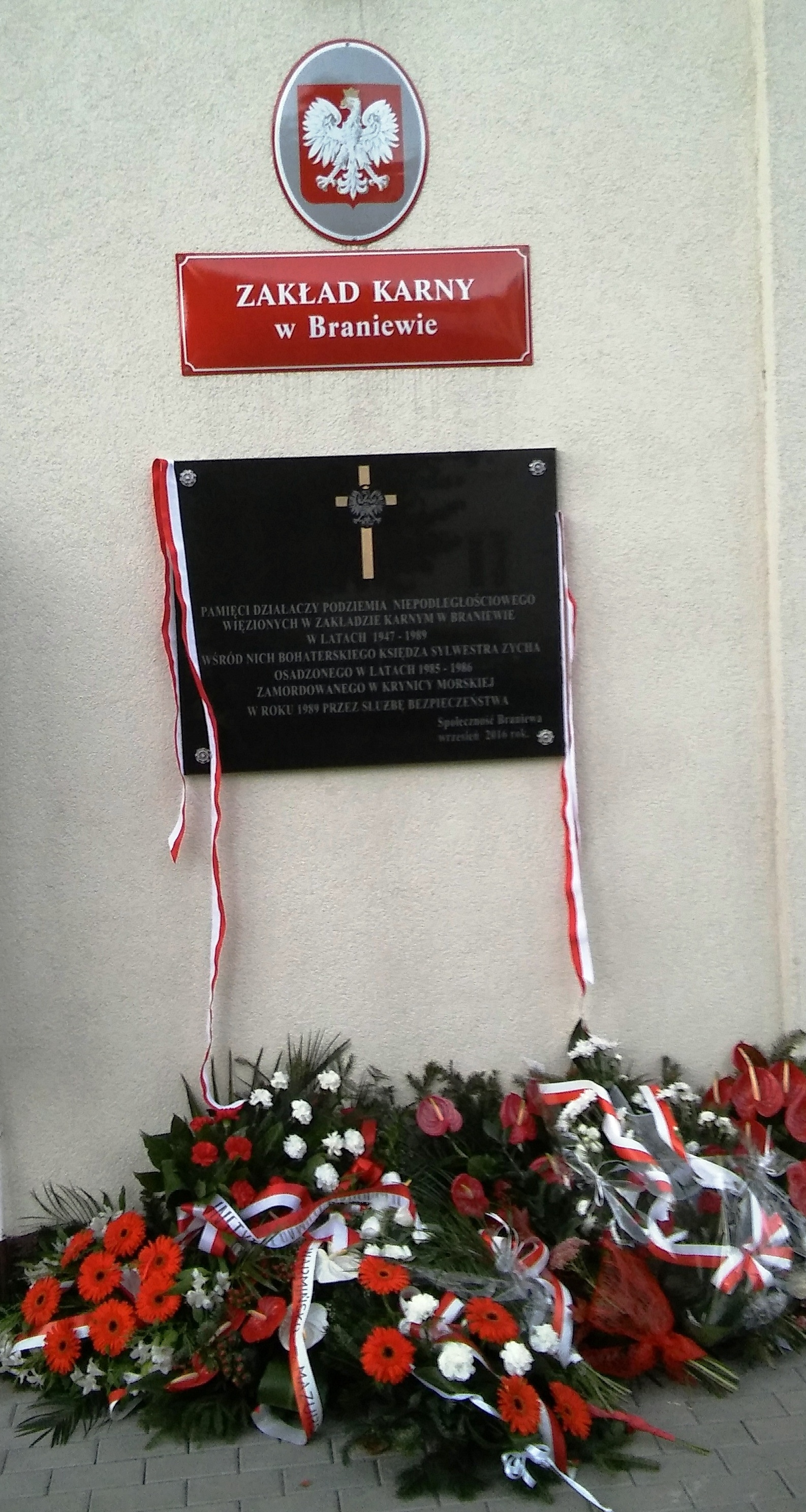
Tablica upamiętniająca działaczy podziemia niepodległościowego więzionych w Zakładzie Karnym w Braniewie, odsłonięta w dniu 15 września 2016 r.
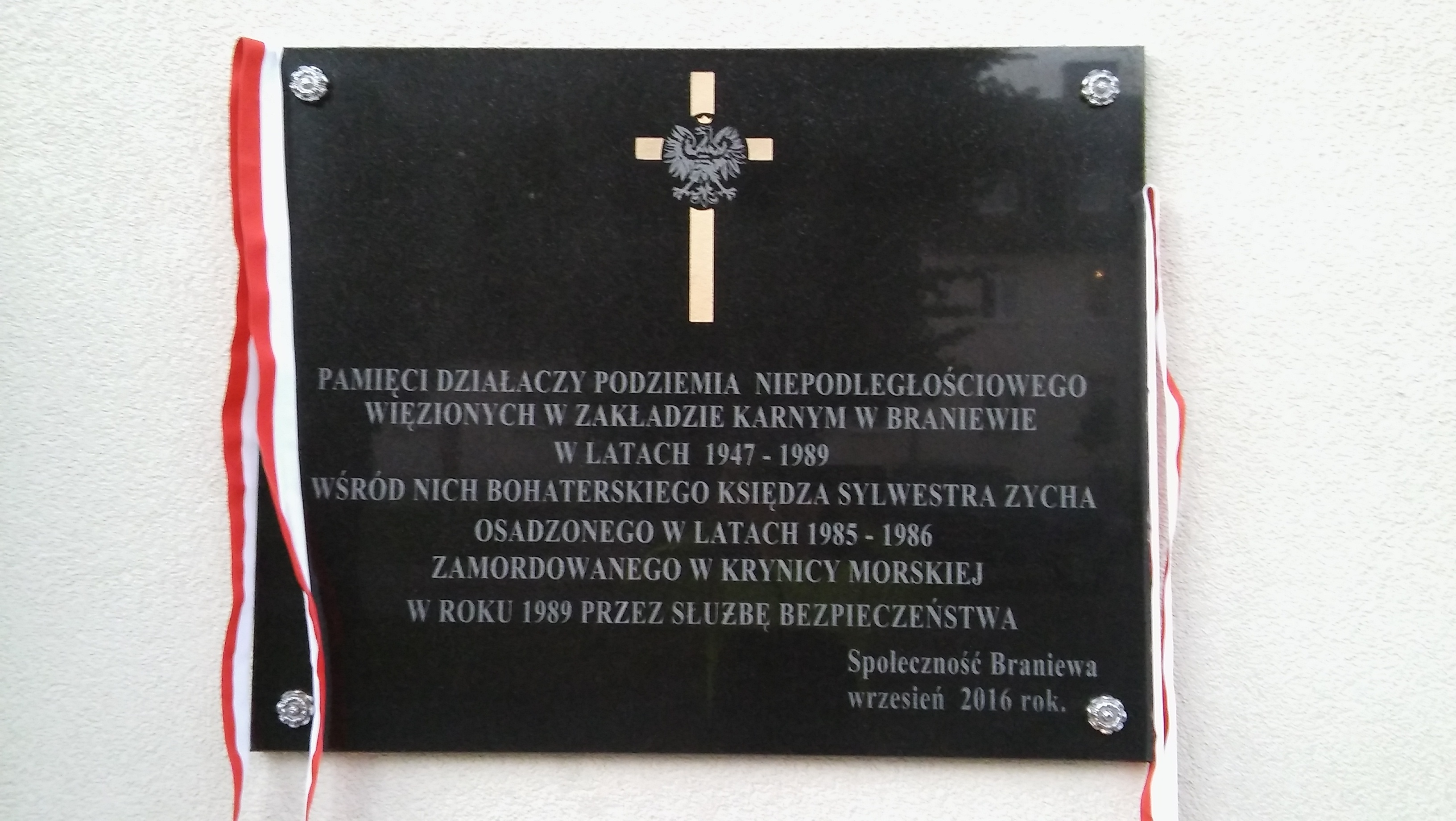
Tablica upamiętniająca działaczy podziemia niepodległościowego więzionych w Zakładzie Karnym w Braniewie, odsłonięta w dniu 15 września 2016 r.